# Anna Hosp
Anna Hosp (* 16. Oktober 1966) ist eine ehemalige österreichische Politikerin (ÖVP). Sie war Landesrätin der Tiroler Landesregierung van Staa II.
Anna Hosp studierte Rechtswissenschaft und absolvierte von 1990 bis 1991 ihr Gerichtspraktikum. Sie war danach von 1991 bis 1995 beim Land Tirol in der Abteilung für Wasser- und Energierecht sowie an der Bezirkshauptmannschaft Innsbruck beschäftigt. 1995 wechselte sie als Büroleiterin zu Landeshauptmannstellvertreter Ferdinand Eberle, ab dem Jahr 2000 arbeitete sie für das Land Tirol in der Abteilung Eisenbahn- und Straßenrecht.
Nachdem Hosp von 2002 bis 2003 Hauptgeschäftsführerin der Tiroler Volkspartei gewesen war, wurde sie am 26. März 2003 für den in die Bundesregierung berufenen Landesrat Günther Platter in die Landesregierung van Staa I berufen. Dort übernahm sie bis Herbst 2003 die Geschäftsfelder Personal, Staatsbürgerschaft, Verkehr (außer Transit) und Wohnbauförderung. Nach der Landtagswahl in Tirol 2003 wurde sie am 21. Oktober 2003 auch als Mitglied der Landesregierung van Staa II angelobt. Bis 2008 führte sie als Landesrätin die Geschäftsfelder Personal, Gemeindeangelegenheiten, überörtliche Raumordnung, Naturschutz und Staatsbürgerschaft.
Nach der Landtagswahl in Tirol 2008 schied Hosp aus der Regierung aus. Nach den schweren Verlusten der ÖVP war Hosp neben anderen als Nachfolgerin von Landeshauptmann Herwig van Staa gehandelt worden und galt zudem als dessen rechte Hand. Nachdem Günther Platter zum designierten Landeshauptmann und Nachfolger van Staas bestellt worden war, verkündete Hosp rund drei Wochen nach der Wahl, nicht mehr dem ÖVP-Regierungsteam angehören zu wollen. Sie schied aus der Politik aus und wechselte in die Privatwirtschaft zur Firma Swarovski KG.
In der Tiroler Landtagswahl 2013 kandidierte Hosp im Bezirk Reutte für die ÖVP-Abspaltung "Vorwärts Tirol", erreichte aber, als Sechste auf der Landesliste gereiht, in Außerfern nicht das angestrebte Grundmandat für einen direkten Einzug in den Tiroler Landtag.